# Baptistin Poujoulat
Pour les articles homonymes, voir Poujoulat.
Baptistin Poujoulat, né Jean Baptiste Frédéric Poujoulat le 8 novembre 1809 à La Fare-les-Oliviers, mort le 1er juin 1864 à Aix-en-Provence, est un historien français.

## Biographie
Il est le frère cadet de Jean-Joseph-François Poujoulat (collaborateur de Joseph-François Michaud) qui l’envoya en Orient en 1836 pour rechercher de nouveaux détails sur les croisades. Voyage dans l’Asie mineure en Mésopotamie, à Palmyre, en Syrie en Palestine et en Égypte regroupe les lettres qu’il envoya à Michaud et à son frère.
Il épousa Louise Aux Cousteaux de Margerie, petite-fille de Durand Borel de Brétizel.

## Œuvres
- Voyage dans l’Asie mineure en Mésopotamie, à Palmire, en Syrie en Palestine et en Égypte. Paris Ducollet 1840-41
- Récits et Souvenirs d'un voyage en Orient, 5e édition, A. Mame et Cie, Tours, 1859
- Richard Cœur de Lion, duc d'Aquitaine et de Normandie, roi d'Angleterre
- Études africaines. Récits et pensées d'un voyageur (sur l’Algérie)
- Charles Ier et le Parlement
- Histoire de la conquête et de l'occupation de Constantinople par les latins
- Histoire de Constantinople comprenant le Bas-Empire et l'empire ottoman
- Histoire des papes depuis saint Pierre jusqu'à la formation du pouvoir temporel suivie d'un aperçu historique de la question romaine depuis 1848 jusqu'en 1862
- La vérité sur la Syrie et l'expédition française 1861